# Radosław Sikorski
Radosław Tomasz "Radek" Sikorski, född 23 februari 1963 i Bydgoszcz, är en polsk politiker. Han var Polens försvarsminister 2005–2007 och utrikesminister 2007–2014, 2023–. Sikorski är gift med den amerikansk-polska journalisten och författaren Anne Applebaum.

## Utmärkelser
- World Press Photo of the Year,  1988
- Wiktory,  2006
- Maltas nationalförtjänstorden,  2009
- Förtjänstorden, första rangen,  2009
- Tredje klass av Jaroslav den vises orden,  2011
- Kommendör med stora korset av Nordstjärneorden,  2011
- Kommendör av Karl den heliges orden,  2012
- Storofficer av Hederslegionen,  2012[2]
- Tre Stjärnors orden, andra klass,  2013
- Presidentens skinande orden,  2013
- Storofficer av Kronorden,  2013
- Terra Mariana-korsets orden, första klass,  2014
- Kommendör med stjärna av Ungerska förtjänstorden,  2014
- Storkommendör av Ärans orden,  2014
- Moldaviens hedersorden,  2014
- Hedersmedalj för förtjänst mot polsk kultur
- Zasłużony Działacz Kultury
- Крыж Добрасуседства[3]

[Redigera Wikidata]